# 杜馬斯 (阿肯色州)
杜馬斯（英語：Dumas）是一個位於美國阿肯色州迪沙縣的城市。

## 地理
杜馬斯的座標為33°53′13″N 91°29′19″W / 33.88694°N 91.48861°W，而該地的平均海拔高度為50米（即164英尺）。

## 人口
根據2020年美國人口普查的數據，杜馬斯的面積為7.53平方千米，皆為陸地。當地共有人口4001人，而人口密度為每平方千米531人。